# Полет 006 на „Сингапур Еърлайнс“
Полет 006 на „Сингапур Еърлайнс“ e редовен международен пътнически полет от летище „Чанги“, Чанги, Сингапур, до международното летище „Лос Анджелис“, Лос Анджелис, Калифорния, Съединените американски щати, с междинно кацане на международното летище „Чан Кайши“, Таоюан, Тайван, управляван от „Сингапур Еърлайнс“. На 31 октомври 2000 г. самолетът „Боинг 747-412“, който лети по маршрута, се блъска в строително оборудване на пистата на летище „Чан Кайши“ по време на тайфун, което причинява смъртта на 83 души на борда.
След проведено разследване Съветът за авиационна безопасност на Тайван заключава, че екипажът на полета не преглежда маршрута, въпреки че има всички съответни карти, и в резултат на това не знае, че навлиза в грешна писта. При допускане на грешката екипажът пропуска да провери и основния полетен екран, който показва, че самолетът се намира на грешно място. Лошите метеорологични условия също допринасят екипажът да загуби ситуационна осведоменост. Докладът на съвета обаче е счетен за противоречив от няколко организации, включително Министерството на транспорта на Сингапур.
Екип от Сингапур, който участва в разследването, твърди, че осветлението и знаците на летището не отговарят на международните стандарти. В началото на затворената писта не са поставени бариери или маркировки, които да предупредят екипажа, че са на грешната писта. На тези фактори е придадена по-малка тежест в доклада. Въпреки това пилотът потвърждава два пъти на контролната кула, че е на правилната писта, но контролерите не знаят, че самолетът е на грешната, защото на летището липсва наземен радар и самолетът е извън полезрението им по време на опита за излитане.
Последват десетки съдебни дела срещу авиокомпанията, всички от които са уредени в извънсъдебни споразумения.